# Choiny (Ostrów Mazowiecka)
Pour les articles homonymes, voir Choiny.
Choiny (prononciation : [ˈxɔi̯nɨ]) est un village polonais de la gmina de Wąsewo dans le powiat d'Ostrów Mazowiecka de la voïvodie de Mazovie, au centre-est de la Pologne.

## Histoire
De 1975 à 1998, le village appartenait administrativement à la Powiat d'Ostrów dans la voïvodie d'Ostrołęka.[réf. nécessaire]